# سوالیو میته
سوالیو میته (فرانسوی: Soualiho Meïté‎؛ زادهٔ ۱۷ مارس ۱۹۹۴) بازیکن فوتبال اهل فرانسه است که هم‌اکنون در باشگاه بنفیکا بازی می‌کند.